# Ołeh Poliszczuk
Ołeh Łeonidowycz Poliszczuk, ukr. Олег Леонідович Поліщук (ur. 17 kwietnia 1991 w Igarce, w Kraju Krasnojarskim, Rosyjska FSRR) – ukraiński piłkarz pochodzenia rosyjskiego, grający na pozycji pomocnika lub obrońcy.

## Kariera piłkarska

### Kariera klubowa
W wieku 7 lat z rodzicami przeniósł się do Sewastopola. Wychowanek Dynama Kijów, barwy którego bronił w juniorskich mistrzostwach Ukrainy (DJuFL). Karierę piłkarską rozpoczął 10 maja 2008 roku w składzie trzeciej drużyny Dynama-3 Kijów. W 2009 opuścił Dynamo i wrócił do rodzimego miasta, gdzie podtrzymywał formę w drugiej drużynie PFK-2 Sewastopol, występującej w mistrzostwach Krymu. Na początku 2010 podpisał kontrakt z PFK Sewastopol. 17 lipca 2010 debiutował w Premier-lidze w meczu z Metalistem Charków.

### Kariera reprezentacyjna
Występował w juniorskiej reprezentacji Ukrainy różnych kategorii wiekowych.

## Sukcesy i odznaczenia

### Sukcesy klubowe
- mistrz Perszej lihi: 2009